# Niemczyn (wieś w województwie podlaskim)
Niemczyn – wieś w Polsce, położona w województwie podlaskim, w powiecie białostockim, w gminie Czarna Białostocka.
| SIMC    | Nazwa           | Rodzaj    |
| ------- | --------------- | --------- |
| 0994377 | Brzozowy Mostek | część wsi |
| 0994383 | Podniemczyn     | część wsi |

W latach 1975–1998 wieś położona była w województwie białostockim.
Wierni kościoła rzymskokatolickiego należą do parafii Niepokalanego Serca Najświętszej Maryi Panny w Marianowie.

## Urodzeni w Niemczynie
- Adolf Małyszko – polski polityk, działacz PSL „Wyzwolenie”, pułkownik artylerii Wojska Polskiego, poseł na Sejm Ustawodawczy[9].